# 田口利夫
田口 利夫（たぐち としお、1932年1月2日 - 1998年8月26日）は、日本の経営者。西濃運輸社長、会長を務めた。長野県木曽郡南木曽町出身。

## 経歴・人物
1955年に慶應義塾大学法学部を卒業し、同年に西濃運輸に入社した。1961年に取締役に就任し、1965年に常務、1966年に専務を経て、1981年7月に社長に就任。1987年7月から会長を務めた。
社長時代は、分社化を進め、西濃運輸を「総合物流商社」として、育て上げ、硬式野球部の初代部長を務めるなど、スポーツ振興にも力を入れた。趣味は山登り。
1998年8月26日心筋梗塞のために死去。66歳没。